# Hylocomium rugosum
Hylocomium rugosum là một loài Rêu trong họ Hylocomiaceae. Loài này được (Ehrh. ex Hedw.) De Not. mô tả khoa học đầu tiên năm 1867.